# 自殺式襲擊資料庫
自殺式襲擊資料庫（英語：Database on Suicide Attacks，簡稱DSAT或CPOST-DSAT）是一個由芝加哥大学轄下芝加哥安全與威脅計畫（CPOST）維護的資料庫。該資料庫對外公開，並包含1974－2019年間所有已知的自殺式襲擊。

## 迴響

### 引用該資料庫的研究
自殺式襲擊資料庫（原稱「Suicide Attack Database」）為羅伯特·佩普的文章《自殺式恐怖主義的策略邏輯》（The Strategic Logic of Suicide Terrorism）的主要參考資料。他其後出版的兩本書籍—《向死而勝》和《切斷保險絲》（Cutting the Fuse，與詹姆斯·K·費爾德曼合著）亦為如此。DSAT為《衝突解決期刊》、《中東政策》等多份學術期刊所引用，亦有用於自殺式恐怖主義相關的博士論文。

### 納入研究指南及圖書館指南
南加州大学圖書館指南將自殺式襲擊資料庫列為其中一項參考資料。

## 外部連結
- 官方网站